# Штаремберг, Генрих Вильгельм фон
Граф Генрих Вильгельм фон Штаремберг (нем. Heinrich Wilhelm von Starhemberg; 28 февраля 1593, замок Ридек — 2 апреля 1675, Вена) — австрийский государственный и военный деятель.

## Биография
Сын Райхарда фон Штаремберга и Юлианы фон Роггендорф.
В юности Генрих Вильгельм совершил путешествие по Европе, побывав в Италии, Франции, Англии, Шотландии, Ирландии, Нидерландах и Германии. Во время поездки в Италию он был во Флоренции, где в недавно построенном театре проходил пеший турнир, в котором Генрих Вильгельм принял участие и получил приз.
Когда он во время своего путешествия прибыл в Венецию, республика воевала с Австрией. На венецианской службе состояло 6000 голландцев под командованием графа Иоганна Эрнста фон Нассау. Поскольку венецианцы не выполняли условий соглашения с голландцами, между наемниками и республикой возникли разногласия. Узнав об этом, Генрих Вильгельм попытался привлечь графа Нассау на сторону Австрии.
Граф выбрал риттмейстера, который должен был отправиться со Штарембергом в Вену на переговоры с императором Матиасом, но венецианцы, узнав об этом, поспешили заключить мир с Австрией.
По возвращении на родину Генрих Вильгельм поступил на военную службу, став капитаном в императорской армии, а затем подполковником в пехотном полку из четырех рот, численностью 1200 человек, набранный Штарембергом за свой счет по поручению баварского штатгальтера Верхней Австрии графа Герберсторфа. С этим полком Штаремберг воевал под командованием Тилли в Гессене, Брауншвейге и Гольштейне.
В июле 1626 году Штаремберг, по поручению властей Верхней Австрии сопровождавший баварских комиссаров в Линц, был схвачен в районе Пассау мятежными крестьянами. Его доставили в резиденцию предводителя восставших Штефана Фадингера в Эбельсберг, и тот 18 июня выдал Генриху Вильгельму охранную грамоту. В 1628 году Штаремберг содействовал окончательному подавлению восстания, возглавив крестьян, оставшихся верными правительству, и вступив в переговоры с мятежниками. Штатгальтер направил Генриха Вильгельма в Эфердинг в качестве комиссара, и тот добился успеха в мирных переговорах.
После смерти Матиаса новый император Фердинанд II назначил Генриха Вильгельма имперским виночерпием, в 1625 году камергером, а 1 мая 1634 оберстгофмаршалом своего сына Фердинанда III, с которым Генрих Вильгельм проделал несколько кампаний и участвовал во всех осадах и сражениях, и который назначил его генерал-кригскомиссаром в Силезии. В 1643 году Штаремберг был возведен в ранг имперского графа со всей своей семьей, а декретом, данным в Прессбурге 17 июня 1647 года, он и его семья получили индигенат в Венгрии. 12 января 1656 стал членом императорского Тайного совета.
В 1647 году был пожалован Филиппом IV в рыцари ордена Золотого руна.
Достигнув восьмидесятилетнего возраста, граф подал в отставку с поста оберстгофмаршала, который занимал в течение сорока лет.
Штаремберг родился в знатной верхнеавстрийской лютеранской семье, возглавлявшей протестантское движение против католического абсолютизма Габсбургов, но около 1630 года вернулся в католицизм и вскоре стал одним из самых ярых его последователей. Для пропаганды своих взглядов он поручил кандидату теологии Йозефу Лоренцу Холлеру написать труд о сущности мессы и таинстве причастия, в котором бы разъянялись основные различия между лютеранским и католическим учениями, и который был издан в Вене в 1655 году под названием Gründlicher Bericht von dem unblutig heiligen Meßopfer «Подробный отчет о бескровной священной литургической жертве» с посвящением графу Генриху Вильгельму.

## Семья
1-я жена (12.03.1631): графиня Сусанна фон Меггау (1615—19.02.1662), дочь графа Леонарда Хельфрида фон Меггау и Сусанны Куэн и Беласи
Дети:
- Кристоф Франц (р. и ум. 1632)
- Хелена Доротея (1634—19.12.1688). муж (1660): граф Генрих фон Штаремберг (1638—1701)
- Мария Анна (5.01.1640—1690). Муж 1) (1659): граф Лобгот фон Куфштейн (1632—1680); 2) (1683): граф Иоганн Фердинанд фон Зальбург (1649—1723)

2-я жена (1665): графиня Элеонора Франциска фон Ламберг (1636—19.11.1689), придворная дама императрицы Элеоноры Гонзага, дочь графа Иоганна Максимилиана фон Ламберга и Юдиты Ребекки фон Врбна. Вторым браком вышла в 1676 году замуж за графа Франца Антона фон Ламберга
Поскольку у графа не было сыновей, владения, доставшиеся от первой жены, и его собственные владения Швертберг, Виндек, Пеннек, Хордт и прочие перешли к его племяннику Бартоломеусу, после чего они должны были остаться майоратом в этой линии, что было подтверждено императором Леопольдом I.